# I vespri siciliani
I vespri siciliani (titolo originale: Les vêpres siciliennes) è un grand opéra in francese di Giuseppe Verdi. 
Debuttò all'Opéra di Parigi il 13 giugno 1855.
Per il libretto di Eugène Scribe e Charles Duveyrier, ispirato alla vicenda storica dei Vespri siciliani, Scribe risistemò quello che aveva scritto per Le duc d'Albe, offerto prima ad Halévy e poi a Donizetti.

## Interpreti originali
Gli interpreti e gli artisti coinvolti nel successo della prima furono i seguenti.
(nella terza colonna gli interpreti della prima in italiano, il 26 dicembre 1855 al Teatro Regio di Parma, con il titolo censurato Giovanna de Guzman, nella versione di Arnaldo Fusinato):

| Personaggi            | Interpreti (versione francese, Parigi) | Interpreti (versione italiana, Parma) |
| --------------------- | -------------------------------------- | ------------------------------------- |
| Guy de Montfort       | Marc Bonnehée                          | Francesco Cresci                      |
| Béthune               | Théodore-Jean-Joseph Coulon            | Guglielmo Giordani                    |
| Vaudemont             | Jacques-Alfred Guignot                 | Angelo Corazzani                      |
| Henri                 | Louis Guéymard                         | Antonio Giuglini                      |
| Procida               | Louis-Henri Obin                       | Giorgio Atry                          |
| Hélène                | Sophie Crüwell                         | Caterina Goldberg Strossi             |
| Ninette               | Clarisse-Françoise Sannier             | Teresa Lenci Marsili                  |
| Daniéli               | Jean-Jacques Boulo                     | Carlo Salvatore Poggiali              |
| Thibault              | Aimes                                  | Raffaele Giorgi                       |
| Robert                | Mécène Marié de l'Isle                 | Raimondo Buffagni                     |
| Mainfroid             | Joseph Koenig                          | Giovanni Battista Garulli             |
| Costumi               | Alfred Albert                          | Antonio Lanari                        |
| Coreografia           | Lucien Petipa                          | Michele D'Amore                       |
| Concertatore          | Giuseppe Verdi                         | Giovanni Rossi                        |
| Direttore d'orchestra | Narcisse Girard                        | Nicola De Giovanni                    |

## Censura
La censura allora vigente in Italia annullò l'effetto patriottico dell'opera: nella prima rappresentazione italiana l'opera fu ribattezzata Giovanna di Guzman, e l'azione spostata in Portogallo, su libretto di Ettore Caimi; al Teatro San Carlo, l'opera fu rappresentata con il titolo di Batilde di Turenna.

## Trama

### Atto I
L'azione si svolge nel 1282. Mentre i soldati francesi invasori festeggiano in una piazza di Palermo, Elena, duchessa e sorella del duca Federico d'Austria, dichiara espressamente il desiderio di vendicare il fratello, giustiziato l'anno prima. I soldati francesi, per sfregio, la invitano a cantare una canzone siciliana, ed Elena canta un'aria che incita alla rivolta i siciliani. Sta per scoppiare una sommossa, ma l'arrivo del governatore Monforte atterrisce i siciliani.
In quel momento Elena viene raggiunta da Arrigo, giovane siciliano arrestato su ordine di Monforte, ma, inaspettatamente, liberato dal tribunale: anche il giovane esprime il suo odio per il governatore, senza riconoscere Monforte ancora accanto a loro, il quale si svela. Monforte ordina di rimanere solo con il ragazzo, verso cui dimostra uno strano interesse, chiede al giovane informazioni sulla sua vita e sulla sua carriera militare; il francese offre ad Arrigo di diventare ufficiale dell'esercito, ma il giovane rifiuta inorridito, e sprezza l'ordine del governatore di star lontano da Elena e dai ribelli siciliani.

### Atto II
Giovanni da Procida, patriota siciliano, è appena sbarcato dopo tre anni di assenza, in cerca di alleati contro la Francia per la liberazione della Sicilia. Viene raggiunto dai suoi fedeli alleati, tra i quali Elena ed Arrigo, che discutono con Procida sul modo con cui indurre i Siciliani alla rivolta. Arrigo rivela il proprio amore ad Elena, la quale confessa di ricambiarlo, ma la donna lo esorta a compiere dapprima la vendetta del fratello. Appaiono i soldati di Monforte che riportano ad Arrigo l'invito di Monforte per il festino che si svolgerà la sera stessa nel suo palazzo; di fronte al rifiuto del ragazzo, i soldati lo portano con la forza dal governatore.
Nel frattempo, si stanno svolgendo i festeggiamenti per il matrimonio di dodici coppie siciliane, tra cui Ninetta, dama di compagnia di Elena; i soldati francesi osservano le ragazze, e, istigati da Procida che cerca in tutti i modi un pretesto per smuovere i cuori impauriti dei siciliani, assaltano il banchetto rapendo le spose. Il popolo siciliano, infuriato e ferito nell'onore, viene spronato da Elena e Procida alla vendetta, mentre da lontano riecheggiano le voci degli invitati al festino di Monforte.

### Atto III
Nel suo palazzo, Monforte rilegge una lettera inviatagli da una donna siciliana: costei, rapita e violentata da lui, gli aveva dato un figlio che, una volta liberata, gli aveva sempre negato di rivedere. Anni dopo, la donna in una lettera gli riscrive, chiedendogli la grazia per il figlio e svelandogli la sua identità: Arrigo, il prigioniero. Monforte, turbato, spera di poter ritrovare in Arrigo l'affetto filiale che gli è sempre mancato: tuttavia il giovane, portato al suo cospetto e informato delle sue origini, si dimostra tutt'altro che entusiasta di scoprire l'identità del padre, conscio di aver perso per sempre l'amore dell'amata.
Durante la festa, nel quale viene allestito un sontuoso balletto, Arrigo si imbatte in Elena e Procida, mascherati tra gli ospiti, che gli confidano che Monforte verrà ucciso seduta stante, mentre fuori è già pronta la rivolta. Arrigo, inorridito, mentre Elena si avventa sul governatore, la disarma per difendere il padre. I cospiratori rimangono attoniti per il tradimento di Arrigo. Elena e Procida vengono rinchiusi in prigione, mentre Monforte e i francesi irridono al dolore dei siciliani ed esultano per l'eroismo di Arrigo.

### Atto IV
In carcere, Arrigo ha ottenuto il permesso dal padre di vedere per l'ultima volta Elena. La donna, convocata, gli rinfaccia il tradimento, ma cambia atteggiamento quando Arrigo le rivela il motivo del suo gesto. Nel frattempo, Procida in carcere riceve la notizia che una nave mandata dal Re d'Aragona, alleato dei siciliani e nemico dei francesi, è in prossimità del porto di Palermo, pronta a dare manforte alla ribellione.
Il momento dell'esecuzione di Elena, Procida e dei siciliani cospiratori si avvicina. Arrigo supplica Monforte di non ucciderli: il padre cede, a patto che Arrigo lo chiami "padre". Arrigo si arrende, e Monforte non solo grazia tutti i condannati, ma gli concede di sposare l'amata Elena: la donna, dubbiosa, sta per rifiutare, ma Procida, approfittando della situazione favorevole, le intima di tacere.

### Atto V
Tutto è pronto per il matrimonio. Nel giardino del palazzo di Monforte, Elena riceve un'altra visita di Procida, che la informa che la sommossa scoppierà durante la funzione religiosa. La donna, sconvolta, si oppone, divisa tra l'amore della patria e quello verso Arrigo, ma non riesce ad impedire lo svolgimento del piano.
Giunto Arrigo, Elena, pur di annullare le nozze e quindi il compimento della strage, finge di voler rinunciare al matrimonio rinfacciandogli la morte del fratello Federico. L'uomo, disperato, si rivolge al padre che sopraggiunge: Monforte ordina lo svolgimento delle nozze, proprio nel momento in cui la campana del vespro suona, segno dell'inizio della sommossa. Il giardino viene invaso dai siciliani, che si scagliano sui francesi.

## Brani famosi
- Au sein des mers (Hélène, Atto I)
- O mon pays... Et toi, Palerme (Procida, Atto II)
- Oui, je fus bien coupable... Au sein de la grandeur (Monfort, Atto III)
- O jour de peine (Henri, Atto IV)
- Merci, jeunes amies (Hélène, Atto V)

## Numeri musicali (edizione francese)
- Ouverture

### Atto I
- 1 Introduction
  - Chœur Beau pays de France! (Thibault, Robert, De Béthune, Vaudemont, Soldats, Siciliens, Siciliennes) Scène I
  - Récit Qu'elle est cette beauté (Vaudemont, De Béthune, Danieli, Hélène, Robert, Thibault, Ninetta) Scène II
  - Air Au sein des mers (Hélène) Scène II
  - Ensemble Quels accents! quel langage! (Peuple, Thibault, Robert, Français, Hélène, Danieli, Ninetta, Soldats) Scène II
- 2 Quatuor
  - Quatuor Quelle horreur m'environne! (Hélène, Ninetta, Danieli, Montfort) Scène III
  - Récit Hélène! - O ciel!... Henri!... (Henri, Hélène, Ninetta, Montfort) Scène IV
- 3 Duo
  - Tempo d'attacco Quel est ton nom? (Montfort, Henri) Scène V
  - Cantabile Punis mon audace! (Henri, Monfort) Scène V
  - Cabalette Téméraire! (Henri, Monfort) Scène V

### Atto II
- 4 Entr'acte, Air et Chœur
  - Récit Palerme... ô mon pays! (Procida) Scène I
  - Air Et toi, Palerme (Procida) Scène I
  - Récit A tous nos conjurés (Procida) Scène I
  - Cabalette (Chœur) Dans l'ombre et le silence (Procida, Chœur) Scène I
- 5 Récit, Scène et Duo
  - Récit Fidèles à ma voix! (Procida, Hélène, Henri) Scène II
  - Duo Comment, dans ma reconnaissance (Hélène, Henri) Scène III
  - Cantabile Près du tombeau peut-être (Hélène, Henri) Scène III
- 6 Récit, Tarantelle et Scène, Chœur, Chœur final
  - Récit A vous, et de la part de notre gouverneur! (De Béthune, Henri, Hélène, Procida) Scène IV-V
  - Marche des douze fiancés. Tarantelle Voilà, par saint Denis! (Robert, Procida, Thibault) Scène VI
  - Chœur Vivent les conquêtes! (Robert, Thibault, Soldats français, Siciliens et Siciliennes, Ninetta) Scène VII
  - Chœur final Interdits, accablés (Chœur, Danieli, Hélène, Procida, Mainfroid) Scène VIII-IX

### Atto III
- 7 Entra'acte et Air
  - Récit Oui, je fus bien coupable (Montfort, De Béthune) Scène I-II
  - Air Au sein de la puissance (Montfort) Scène III
- 8 Duo
  - Récit Je n'en puis revenir! (Henri, Montfort) Scène IV
  - Duo Quand ma bonté toujours nouvelle (Montfort, Henri) Scène IV
- 9 Marche Scène V
- 10 Divertissement: Les Saisons Scène V
  - L'Hiver
  - Le Printemps
  - L'Eté
  - L'Automne
- 11 Final
  - Ensemble O fête brillante! (Procida, Henri, Hélène, Montfort, Danieli, Siciliens, Français) Scène VI-VII

### Atto IV
- 12 Entr'acte, Récit et Air
  - Récit C'est Guy de Montfort! (Henri) Scène I
  - Cavatine O jour de peine et de souffrance! (Henri) Scène I
- 13 Duo et Romance
  - Récit De courroux et d'effroi (Hélène) Scène II
  - Duo Écoute un instant ma prière! (Hélène, Henri) Scène II
  - Cantabile Ami!... le cœur d'Hélène (Hélène, Henri) Scène II
  - Cabalette Pour moi rayonne (Henri, Hélène) Scène II
- 14 Récit et Scène
  - Récit Par une main amie (Procida, Hélène, De Béthune, Montfort, Henri) Scène II-IV-V
- 15 Quatuor
  - Quatuor Adieu, mon pays, je succombe (Procida, Montfort, Hélène, Henri) Scène V
- 16 Final
  - Final De profundis ad te clamavi (Chœur, Hélène, Henri, Montfort, Procida) Scène V
  - Ensemble O surprise! ô mystère! (Hélène, Henri, Montfort, Procida, Siciliens, Français) Scène V

### Atto V
- 17 Entr'acte et Chœur

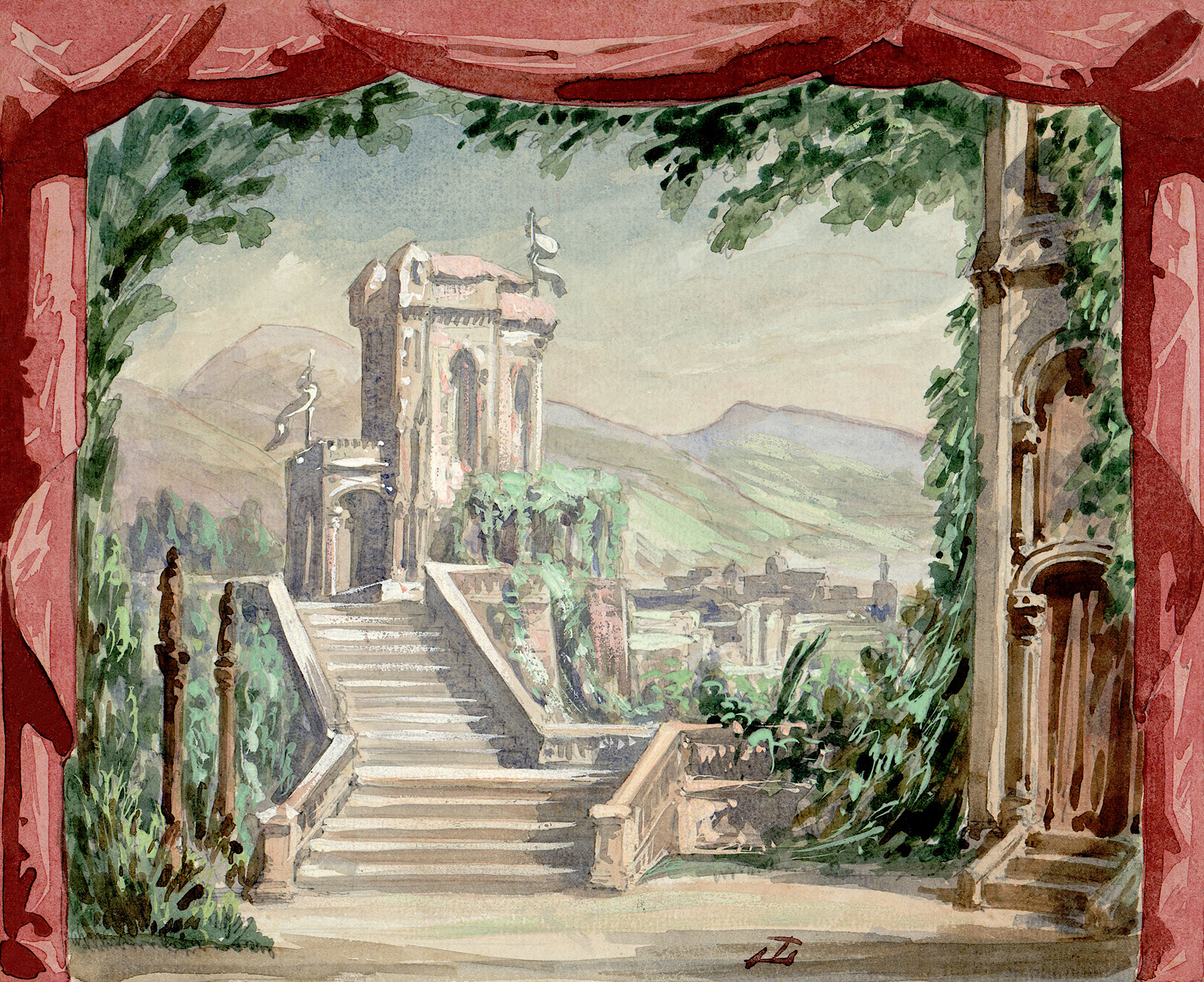
Ricchi giardini nel Palazzo di Monforte a Palermo, bozzetto per I Vespri siciliani atto 5 (s.d.).
Archivio Storico Ricordi

  - Chœur Célébrons ensemble l'hymen glorieux (Chevaliers, Jeunes filles) Scène I
- 18 Sicilienne et Chœur
  - Sicilienne Merci, jeunes amies (Hélène) Scène II
- 19 Mélodie
  - Mélodie La brise souffle au loin (Henri, Hélène) Scène II
- 20 Scène et Trio, Scène et Chœur final
  - Récit A ton dévouement généreux (Procida, Hélène) Scène III
  - Trio Sort fatal (Hélène, Henri, Procida) Scène IV
  - Scène Ah! venez compatir à ma douleur mortelle! (Henri, Montfort, Procida) Scène V
  - Chœur Oui, vengeance! vengeance! (Chœur, Henri, Montfort, Hélène, Procida) Scène V

## Discografia parziale
- I vespri siciliani - Riccardo Muti/Cheryl Studer/Chris Merritt/Ferruccio Furlanetto/Riccardo Zancanaro/Orchestra della Scala, 1989 EMI
- I vespri siciliani - James Levine/Martina Arroyo/Plácido Domingo/Sherrill Milnes/Ruggero Raimondi/James Morris/New Philharmonia Orchestra/John Alldis Choir, 1991 BMG/RCA